# John Bear
John Norman Bear (* 8. August 1944 in Kinistino, Saskatchewan; † 17. März 2007 in Victoria, British Columbia) war ein kanadischer Snookerspieler, der zwischen 1979 und 1986 für sieben Saisons Profispieler war. In dieser Zeit erreichte er die Runde der letzten 32 der Snookerweltmeisterschaft 1982 und das Halbfinale der Canadian Professional Championship 1980 sowie Rang 25 der Snookerweltrangliste. Nach seiner Profikarriere wurde er 1988 kanadischer Vize-Meister.

## Karriere
Bear wurde 1944 als jüngstes von 14 Kindern des Ehepaars Douglas Birtie Bear und Lucy Bear, geborene McLeod, in Kinistino in Saskatchewan geboren. Er wuchs in Flin Flon auf und begann bereits im Kindesalter, Poolbillard zu spielen. 1970 heiratete er in Campbell River Carol Quocksister. Das Ehepaar wohnte in Vancouver, wo sie sich auf kennengelernt hatten, und wurden Eltern zweier Brüder. Bear arbeitete dabei als Dachdeckergeselle, Fischer und Taxifahrer. In Vancouver kam es regelmäßig zu Begegnungen zwischen dem kanadischen Talent Cliff Thorburn und ihm, der mehrfach die Snooker-Meisterschaft von British Columbia gewonnen hatte. Zudem spielte er auch in der Le Spot Billiard Lounge in Scarborough in Toronto. 1977 erreichte er das Halbfinale der kanadischen Snooker-Meisterschaft, unterlag dort aber – unter anderem nach einem Sieg über Jim Wych – Cliff Thorburn. Zwei Jahre später wurde Bear Profispieler. Beinahe zeitgleich war auch der Kanadier Jim Bear auf der Snooker-Profitour aktiv, allerdings gibt es keine Hinweise auf ein Verwandtschaftsverhältnis.
Bear begann seine Profikarriere in der Saison 1979/80. Zunächst nahm er an den Canadian Open teil und schied nach einem Sieg über Bernie Mikkelsen in Runde zwei gegen Joe Johnson aus. Anschließend besiegte er in der ersten Runde der Canadian Professional Championship Mikkelsen erneut, unterlag dann aber im anschließenden Halbfinale Cliff Thorburn. Die Saison beendete er mit einer Niederlage in der WM-Qualifikation gegen Jim Wych. In der nächsten Spielzeit nahm er dann aber nur an den Canadian Open teil, erreichte dort aber das Achtelfinale und verlor gegen Terry Griffiths. Mit der Saison 1981/82 wurden die Canadian Open jedoch aus dem Turnierkalender gestrichen. Dennoch nahm Bear erneut an nur einem Turnier teil, als er zum Saisonende in der Qualifikation für die Snookerweltmeisterschaft sowohl Frank Jonik als auch Jim Wych besiegte und sich somit zum einzigen Male in seiner Karriere für die WM-Hauptrunde qualifizierte. Auch wenn er in dieser sein Auftaktspiel gegen Landsmann Bill Werbeniuk verlor, verhalf dem bislang ungesetzten Bear dieser Erfolg zu einer Platzierung auf der Weltrangliste; er belegte nun Rang 25.
Infolgedessen meldete sich Bear während der Saison 1982/83 für drei Turniere an, bestritt jedoch nur sein Spiel in der WM-Qualifikation. Dieses verlor er zudem mit 7:10 gegen Paul Medati. Auch in der folgenden Saison nahm er nur einen Teil seiner Anmeldungen auch wirklich wahr; sein einziges Saisonspiel bei der Canadian Professional Championship endete mit einer 5:9-Niederlage gegen Jim Bear. Mittlerweile abgerutscht auf Rang 53 der Weltrangliste, bestritt er erst zwei Jahre später bei der Canadian Professional Championship 1985 wieder ein Profispiel. Bei diesem Turnier schied er nach einem Sieg über Mario Morra im Viertelfinale gegen Jim Wych aus. Anschließend verzichtete er auf weitere Profi-Turniere. Mittlerweile wieder ohne Weltranglistenplatz, verlor er 1986 nach sieben Saisons seinen Profistatus.
1988 nahm Bear letztmals an den letzten Runden der kanadischen Snooker-Meisterschaft ein. Er erreichte dabei das Finale, unterlag allerdings dem späteren Profispieler Brady Gollan mit 3:7. Dennoch konnte er im nächsten Jahr an der Amateurweltmeisterschaft teilnehmen, bei der er trotz vierer Siege aus sechs Spielen in der Gruppenphase ausschied. 1999 zog er mit seiner Frau zurück nach Campbell River. Der leidenschaftliche Pokerspieler, der im Snooker mit „sanfte[n] Berührungen“ der Balle und einem „geschmeidige[n] Stoß“ spielte, verstarb am 17. März 2007 an einer Herzerkrankung im Royal Jubilee Hospital in Victoria, wurde aber in seinem Heimatort Campbell River begraben.

## Erfolge
| Ausgang         | Jahr | Turnier                          | Finalgegner  | Ergebnis |
| --------------- | ---- | -------------------------------- | ------------ | -------- |
| Amateurturniere |      |                                  |              |          |
| Zweiter         | 1988 | Kanadische Snooker-Meisterschaft | Brady Gollan | 3:7      |